# Gymnocaesio gymnoptera
Gymnocaesio gymnoptera är en fiskart som först beskrevs av Bleeker, 1856.  Gymnocaesio gymnoptera ingår i släktet Gymnocaesio och familjen Caesionidae. Inga underarter finns listade i Catalogue of Life.